# Norbert Schmid
Norbert Schmid, född 12 april 1939 i Hamburg, död 22 oktober 1971 i Hamburg, var en tysk polis. Han var Röda armé-fraktionens (RAF) första mordoffer.

## Biografi
På morgonen den 22 oktober 1971 skulle Schmid och kollegan Heinz Lemke kontrollera en misstänkt person i Hamburg-Poppenbüttel; den misstänkta, Margrit Schiller, lyckades lösgöra sig och flydde. Schmid och Lemke tog upp jakten på Schiller, men de blev beskjutna av RAF-medlemmarna Gerhard Müller och Ulrike Meinhof, vilka befann sig i närheten. Schmid dödades av ett skott från Müllers vapen. Schiller greps senare samma dag, medan Müller och Meinhof kunde gripas dagen därpå.
Norbert-Schmid-Platz i norra Hamburg är uppkallad efter Norbert Schmid.

## Bilder

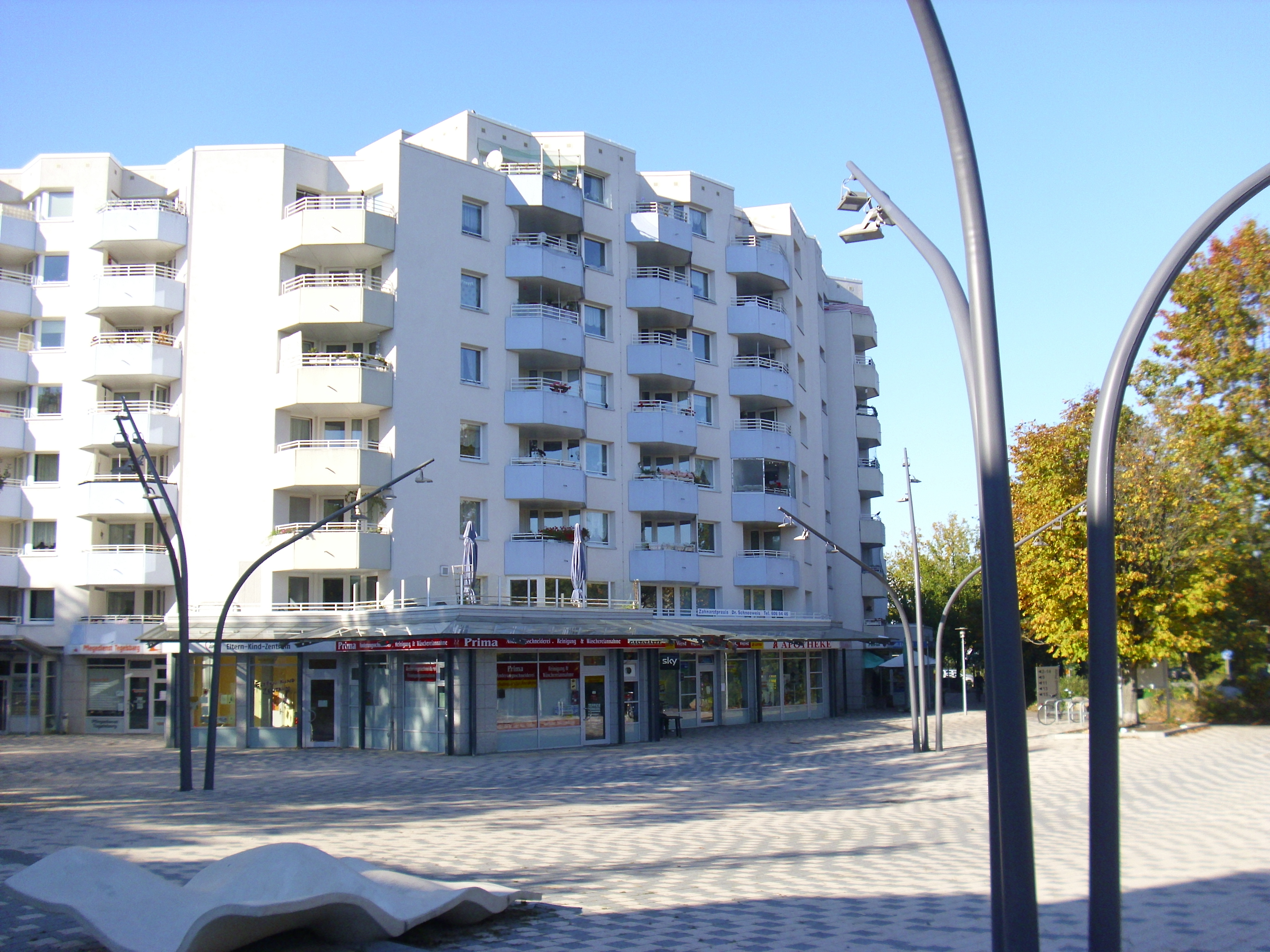
Norbert-Schmid-Platz i Hamburg.